# Moskiewski Maneż

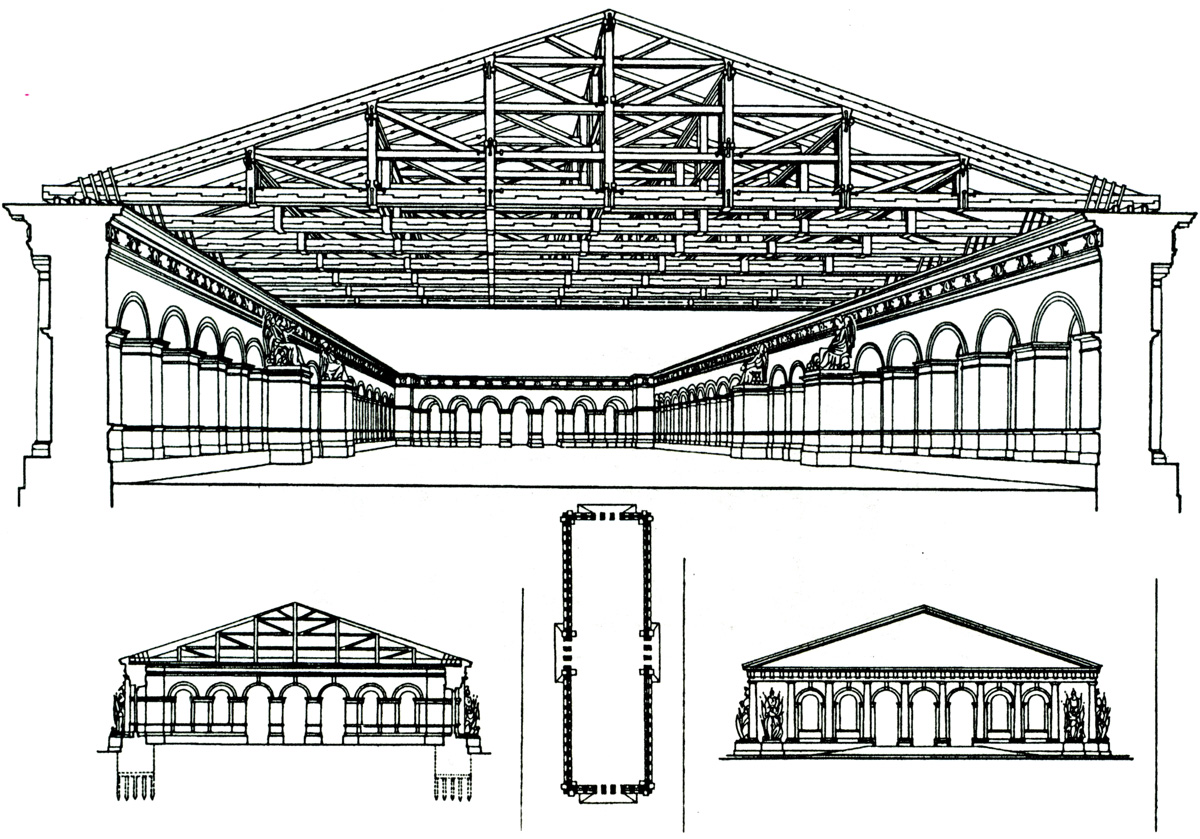
Projekt Betancourta

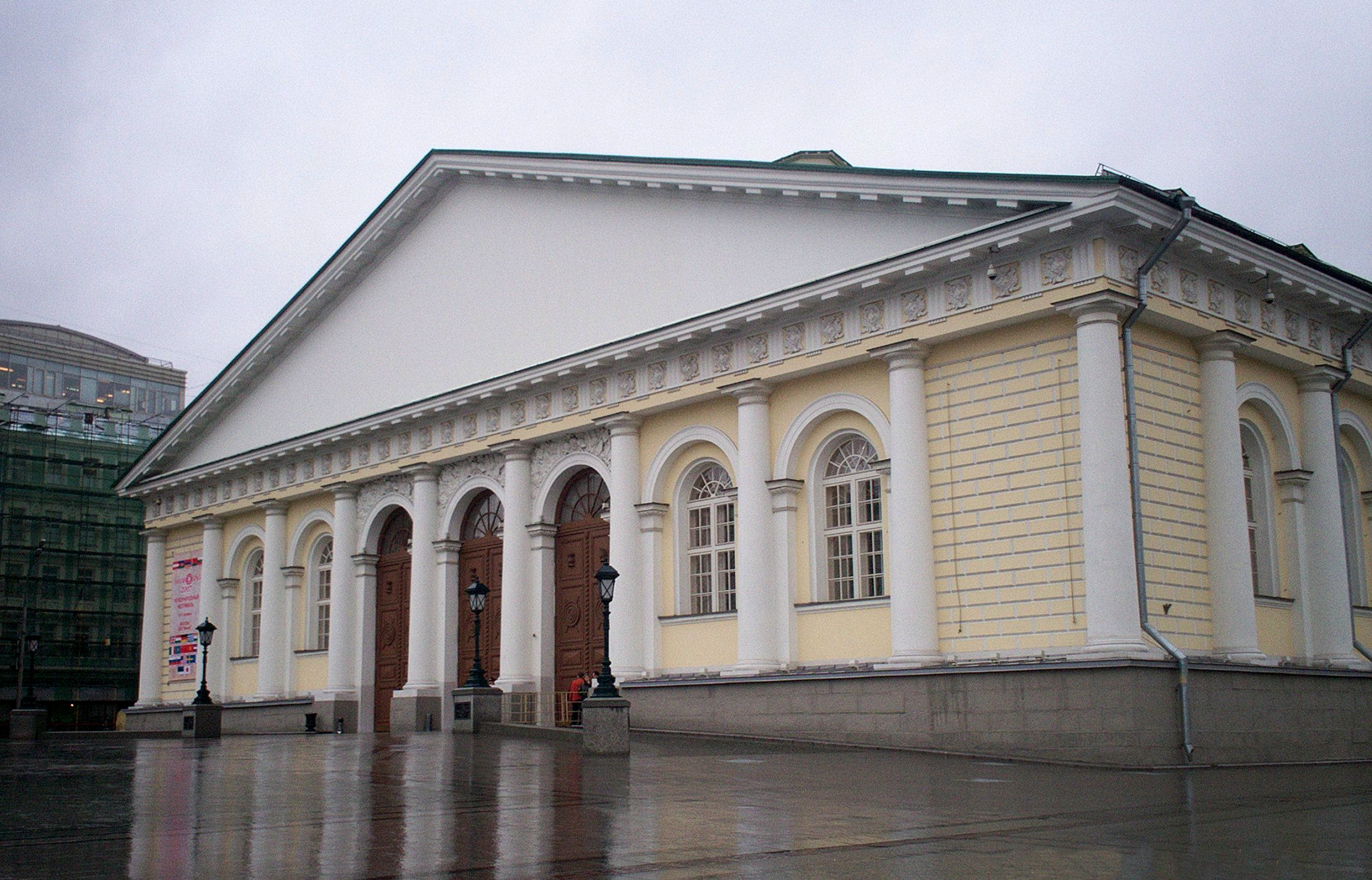
Widok od strony Kutafii

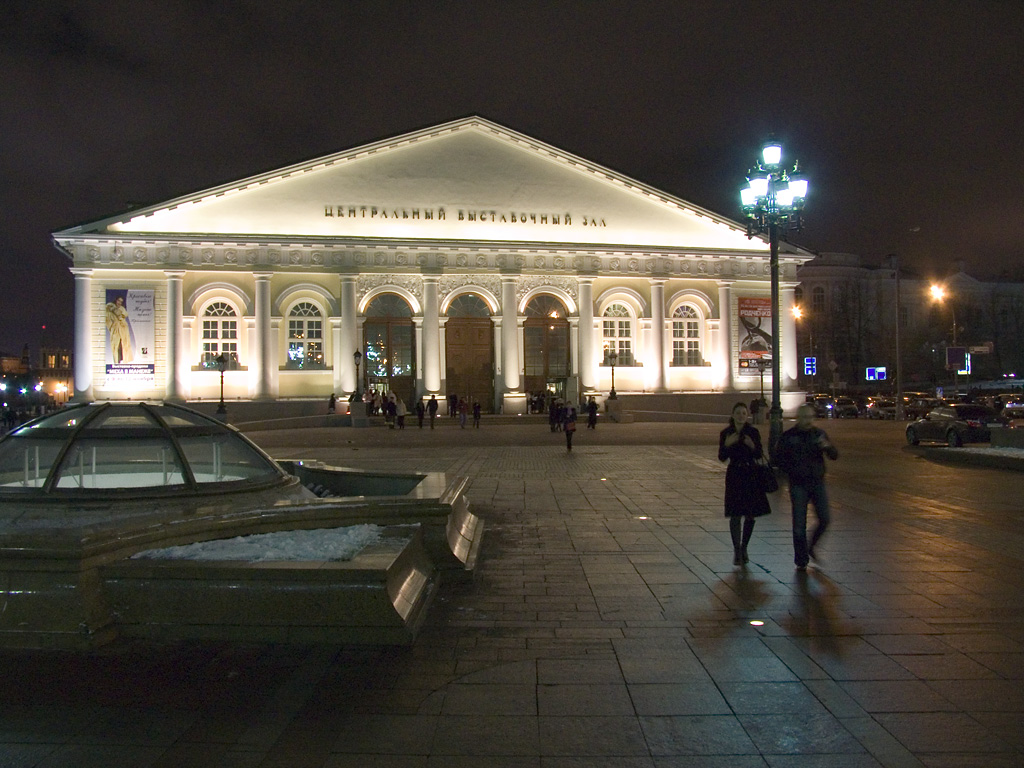
Widok od strony pl. Maneżowego

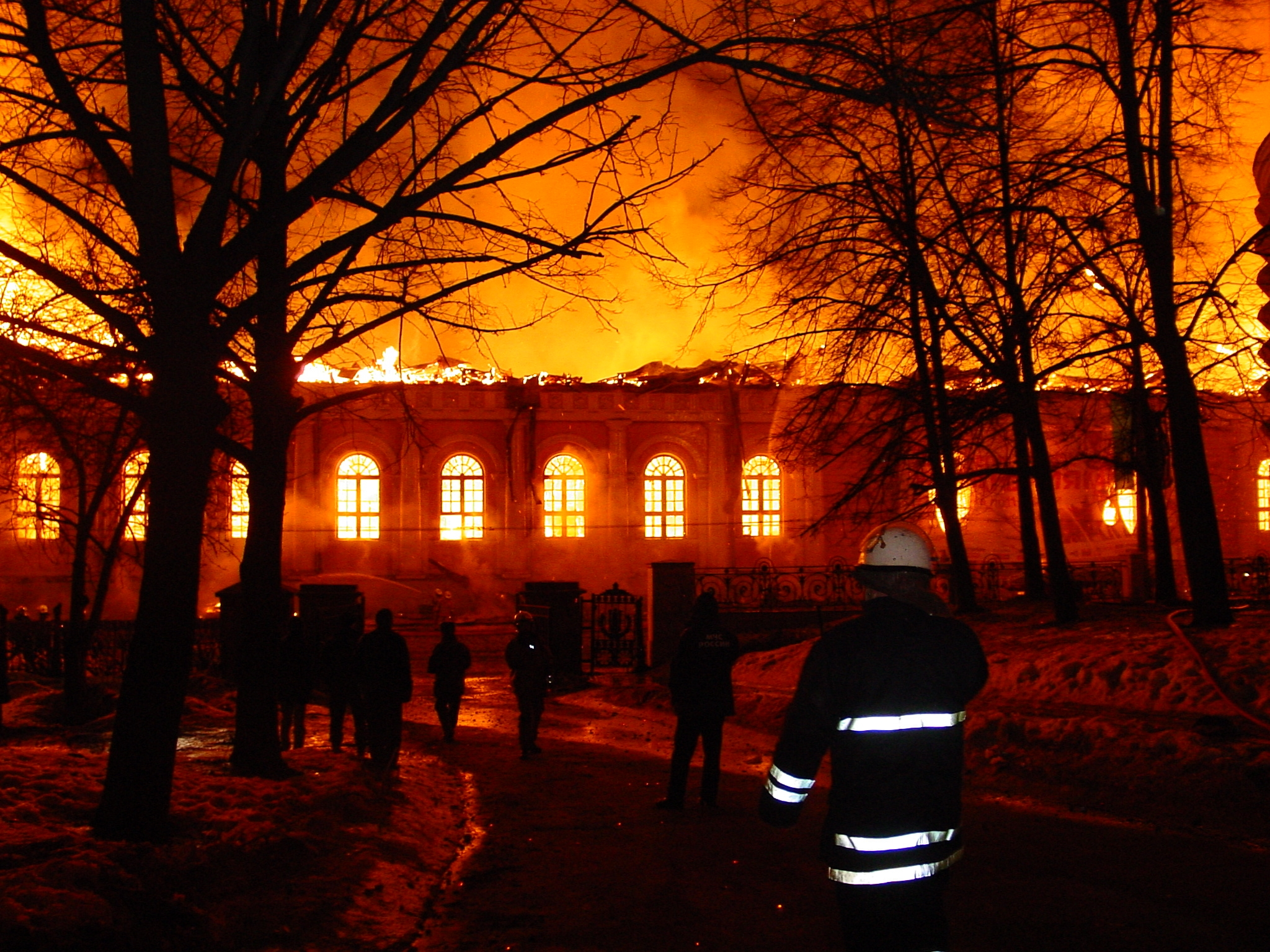
Pożar Maneżu 2004

Moskiewski Maneż – budynek w centrum Moskwy, w pobliżu Kremla, wzniesiony w roku 1817, w piątą rocznicę zwycięstwa nad Napoleonem, przeznaczony pierwotnie na salę ćwiczeń musztry wojskowej. Po Rewolucji Październikowej przeznaczony na garaż samochodów rządu, od roku 1957 stanowi główną salę wystawową Moskwy.
Budynek powstał według projektu architekta Augustyna Betancourta (ros. Августин Августинович Бетанкур), (hiszp. Agustín José Pedro del Carmen Domingo de Candelaria de Betancourt y Molina). W latach 1824–1825 fasady zostały przebudowane w klasycystycznym stylu Empire według projektu architekta Osipa Iwanowicza Bowe (ros. О́сип Ива́нович Бове), (fr. Joseph Bové)
Budynek powstał na miejscu średniowiecznej zabudowy, zniszczonej podczas pożaru Moskwy w 1812 roku. Budową kierował Lew Carbonnier (ros. Лев Львович Карбонье д’Арсит)(franc. Louis Barthélémy Carbonnier d’Arsit de Gragnac)
Budynek stanowi jednoprzestrzenne wnętrze o długości 166 metrów i szerokości w świetle ścian 45 metrów. Przekrycie stanowiło 30 trójkątnych drewnianych więzarów pozwalających na stworzenie sali bez podpór pośrednich. Budynek posiada dach dwuspadowy. Sufit sali był podwieszony do spodnich krawędzi więzarów.
Główne wejście do budynku znajduje się w południowej ścianie szczytowej w pobliżu barbakanu Kutafia.
Budynek ujeżdżalni nazwano z niemiecka „Exerzierhaus” (Dom Ćwiczeń, ros. Экзерциргауз). W budynku mogły równocześnie ćwiczyć 2 tys. żołnierzy – pułk piechoty.
Już w rok po oddaniu budynku do użytku w dwóch więzarach pojawiły się pęknięcia, w kolejnych latach pęknięć przybywało. W latach 1824–1825 zwiększono liczbę więzarów z 30 do 45. Przy okazji przebudowano fasady budynku. Nie udało się zrealizować ozdobienia budynku panopliami, wskazującymi na militarny charakter budynku.
Od roku 1831 budynek Maneżu przeznaczono na organizację wystaw i zabaw.
W roku 1867 Hector Berlioz wraz z Nikołajem Rubinsteinem dyrygował w sali Maneżu 500-osobową orkiestrą i chórem w obecności 12 tysięcy słuchaczy.
Po Rewolucji Październikowej budynek, użytkowany jako garaż samochodów rządowych, niszczał wskutek zaniedbań. Sufit ugiął się mocno i został podparty słupami.
Po śmierci Stalina Maneż stał się własnością miasta Moskwy. Przywrócono oryginalny wystrój fasad z carskimi orłami, usuniętymi w pierwszych latach po rewolucji.
W roku 1962 odbyła się w sali Maneżu wystawa malarstwa awangardowego, niezgodnego z wymogami realizmu socjalistycznego. Wystawę zwiedził i ostro skrytykował Nikita Chruszczow, co stało się początkiem nagonki na niepokornych artystów.
14 marca 2004, w dniu wyborów prezydenta Federacji Rosyjskiej, wybuchł pożar. Maneż spłonął całkowicie, zostały tylko ściany. Przyczyna pożaru nie została ustalona, nikomu nie przedstawiono aktu oskarżenia. Projekt odbudowy stał się przyczyną gwałtownych sporów. Odbudowę ukończono w kwietniu 2005. Pod budynkiem powstał podziemny garaż, dodano schody i dźwigi.